# Now Hot Hits & Cool Tracks 1
Now Hot Hits & Cool Tracks 1 er et dansk opsamlingsalbum udgivet 26. marts 2007 i forlængelse af kompilation-serien NOW Music.
Cd 1, Hot Hits, er de 20 største hits fra airplaycharten, downloadcharten og dancecharten. Cd 2, Cool Tracks, er undergrundshits, upcoming hits og hit-relaterede overraskelser.

## Spor

### Cd 1
1. Nik & Jay: "I Love Ya"
2. Nelly Furtado: "All Good Things (Come To An End)"
3. Infernal: "I Won’t Be Crying"
4. Amy Winehouse: "Rehab"
5. Beyoncé: "Irreplaceable"
6. Akon feat. Snoop Dogg: "I Wanna Love You"
7. Fedde le Grand: "Put Your Hands Up For Detroit"
8. JoJo: "Too Little Too Late"
9. KNA Connected: "Fibs (Løgn & Latin)"(Trailblaza Remix)
10. Christina Aguilera: "Hurt"
11. Mika: "Grace Kelly"
12. UFO Yepha: "Fluen På Væggen"
13. The Pussycat Dolls: "I Don’t Need A Man"
14. Eric Prydz vs. Pink Floyd: "Proper Education"
15. Outlandish: "Callin' U"
16. Take That: "Patience"
17. Street Mass: "Tillykk’ Med Det"
18. Sugababes: "Easy"
19. Razorlight: "America"
20. Scissor Sisters: "Land Of A Thousand Words"

### Cd 2
1. Trolle & Siebenhaar: "Sweet Dogs"
2. Jamelia: "Beware Of The Dog"
3. Vanessa Hudgens: "Come Back To Me"
4. The Killers: "Bones"
5. Lady Sovereign: "Love Me Or Hate Me"
6. The Fratellis: "Chelsea Dagger"
7. The Game: "Let’s Ride"
8. The Kooks: "She Moves In Her Own Way"
9. P!nk: "Nobody Knows"
10. The Good, The Bad & The Queen: "Kingdom Of Dome"
11. Dallas Superstar: "Fine Day"
12. LCD Soundsystem: "North American Scum"
13. Amerie: "Take Control"
14. The Fray: "How To Save A Life"
15. Monica feat. Dem Franchize Boyz: "Every Time Tha Beat Drop"
16. Thomas Buttenschøn: "November I København"
17. Mason vs. Princess Superstar: "Perfect/Exceeder"
18. Imogen Heap: "Headlock"
19. Marie Key Band: "Er Det Nu" (Pilfingers remix)
20. Snow Patrol: "Chasing Cars"